# Cuaespinós gorjagroc
El cuaespinós gorjagroc (Limnoctites sulphuriferus) és una espècie d'ocell de la família dels furnàrids (Furnariidae).

## Hàbitat i distribució
Habita la densa vegetació als pantans de les terres baixes costaneres del sud-est del Brasil, Uruguai i nord-est de l'Argentina.

## Taxonomia
Classificat durant molt de temps al gènere Cranioleuca, avui es considera que està més prop dels jonquers i és considerat germà del jonquer becdret (Limnoctites rectirostris).